# 五条通
五条通（ごじょうどおり）は、京都市の主要な東西の通りの一つ。

## 概要
都市の中心部を東西に貫き、ほとんどの区間で国道に指定されている主要幹線である。国道の名称としては堀川五条以東は国道1号であり、烏丸五条以西は国道9号（烏丸五条-堀川五条は国道1号と重複）である。また国道8号（烏丸五条以東）、国道162号（天神川五条-西大路五条）の重複区間でもある。
通りの東は東大路通との交差点である五条坂交差点付近から五条坂と呼ばれ、五条坂交差点からは清水寺に向かう細い道となり、清水道（松原通の東端部）と合流する。なお、国道1号は東大路通を立体交差で越えて五条バイパスとなり、渋谷通と合流して東山を越え山科盆地へ続く（この山科区における五条バイパスも含めて、ひろく五条通と呼ばれることもある）。西は国道9号桂バイパスとして、桂川の西大橋を経て桂から京都縦貫自動車道沓掛ICに繋がる。

## 歴史
平安京の六条坊門小路にあたる。豊臣秀吉が、方広寺大仏殿（京の大仏）参拝のため、鴨川に架かる五条大橋を六条坊門小路に移設したため、この通りが五条通となり、元の五条大路は松原通と呼ばれるようになった。
唱歌「牛若丸」の歌い出しには「京の五条の橋の上」とあり、現在の五条大橋の西詰、五条通の中央分離帯に牛若丸と弁慶の像が置かれているが、当時の五条大橋はこの橋ではない。しかしそもそも、2人が橋で出会ったという物語自体が後世の創作であり（『義経記』によれば2人の出会いは五条の天神）、松原橋が正しいというわけでもない。
東大路通から千本通（嵯峨野線丹波口駅付近）までの区間は御池通・堀川通と同様、第二次世界大戦末期1944年に防火帯形成のため通り南側の建物疎開が行われ、戦後、その用地を利用して幅員約50mに道路が整備された。JR丹波口駅・千本通から西大路通まで0.9 kmの拡幅（8車線化）は、千本通から御前通の東までの0.5 km（東側区間）が2004年（平成16年）9月に部分開通し、西側の西大路通までの0.4 kmが2014年（平成26年）10月に開通し、全線開通した。東側区間は丹波口駅地区土地区画整理事業と一体的に事業が実施された。現在、西大路通まで50mに拡幅されているが、高校駅伝のコースにあたる西大路通以西の区間は片側2車線である。
また国土交通省京都国道事務所が2002年10月に作成した『京の道　探検物語』では五条通の地下には「共同溝」が設置されている。とマンガと地図で解説されている。烏丸五条交差点の東行き車線の右折レーンは共同溝への出入り口を避けるために中央分離帯の真ん中を通っていて、地下鉄烏丸線五条駅も共同溝を避けるため南側へずらされ、北側出入り口からコンコースまでの間の共同溝との交差部には階段での上り下りがあり、駅のホームは共同溝の下、地下3階となっている。

## 沿道の主な施設
- 清水寺 - 松原通（清水道）

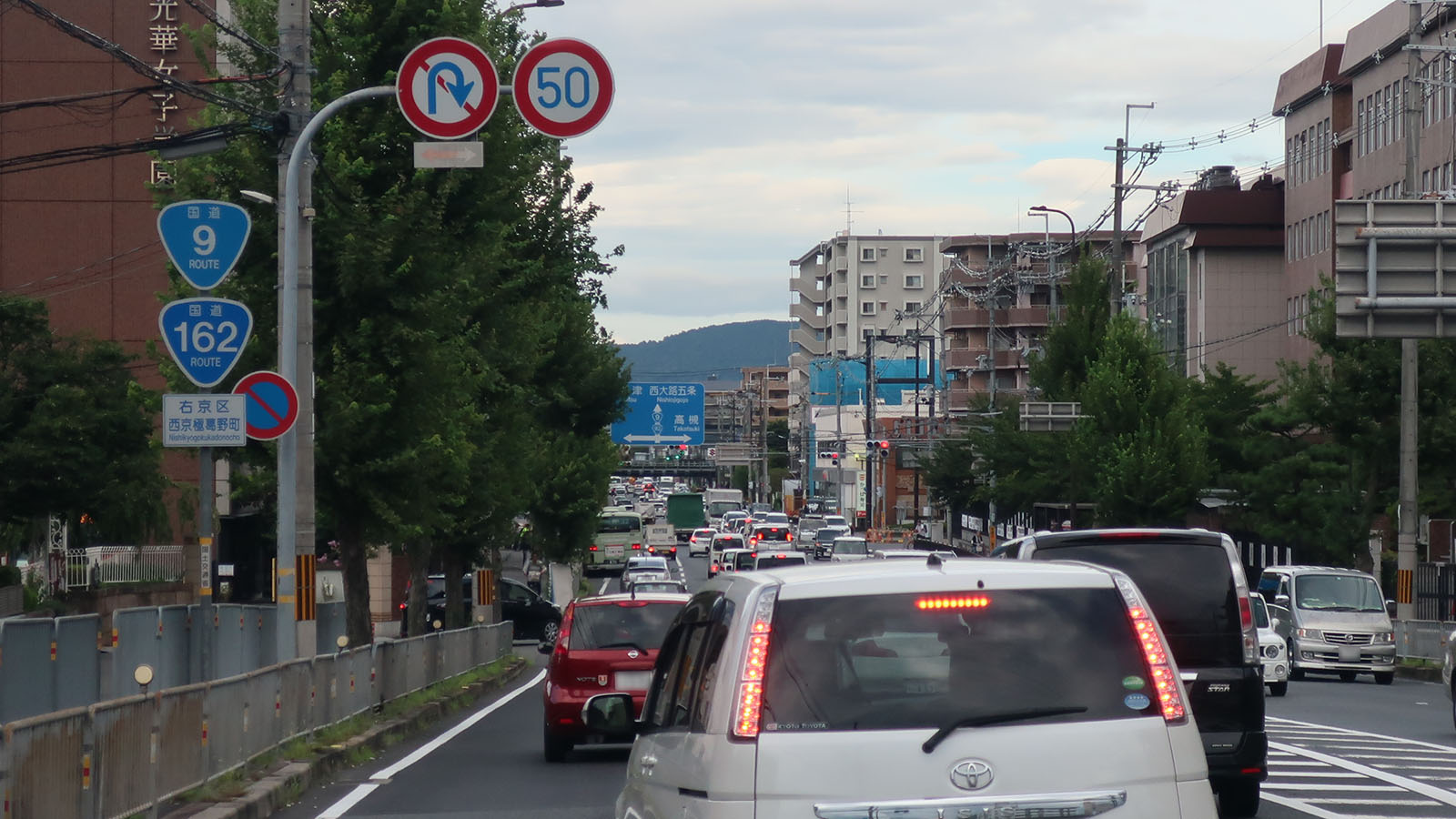
右京区西京極（光華女子学園付近）

- 大谷本廟 - 五条坂交差点（東大路通）北東
- 東山郵便局 - 大和大路通南西角
- 京阪電気鉄道京阪本線 - 清水五条駅 - 川端通
- 五条大橋（鴨川）
- 五条楽園 - 河原町通南東一帯
- 朝日神明宮 - 石門心学の故地
- 京都市営地下鉄烏丸線 - 五条駅
- 京都東急ホテル（本国寺旧地）- 堀川通下ル
- 山陰本線（嵯峨野線） - 丹波口駅 - 千本通
- 京都市中央卸売市場第一市場 - 同上
- 京都リサーチパーク - 七本松通
- 京都市立病院 - 御前通から西土居通
- ローム
- イオンモール京都五条（旧名称ダイヤモンドシティ・ハナ→イオンモール京都ハナ） - 佐井西通から西小路通
- 京都光華女子大学 - 葛野大路通北西角
- 京都市西京極総合運動公園 - 葛野中通（天神川）から葛野西通
  - 陸上競技場兼球技場
  - 野球場

## 交差する道路など
東山から桂川までのものを掲げる。交差する道路などの特記がないものは市道。
| 交差する道路など 北←<五条通>→南              | 交差する道路など 北←<五条通>→南           | 交差点名 〔隣接する停留所停名〕           | 交差点名 〔隣接する停留所停名〕           | 路線番号                                  | 起点から (km)                             |                  |
| -------------------------------------------- | ----------------------------------------- | ----------------------------------------- | ----------------------------------------- | ----------------------------------------- | ----------------------------------------- | ---------------- |
| 国道1号（五条バイパス）大津・山科東野方面    | 国道1号（五条バイパス）大津・山科東野方面 | 国道1号（五条バイパス）大津・山科東野方面 | 国道1号（五条バイパス）大津・山科東野方面 | 国道1号（五条バイパス）大津・山科東野方面 | 国道1号（五条バイパス）大津・山科東野方面 | 東↑ ∧五条通∨ ↓西 |
| 府道143号四ノ宮四ツ塚線 <東大路通>           | 府道143号四ノ宮四ツ塚線 <東大路通>        | 東山区                                    | 東山五条                                  | 国道1号                                   |                                           | 東↑ ∧五条通∨ ↓西 |
| <川端通>                                     | <川端通>                                  | 東山区                                    | 五条大橋 〔五条京阪前〕                   | 国道1号                                   |                                           | 東↑ ∧五条通∨ ↓西 |
| 鴨川                                         | 鴨川                                      | 東山区                                    | （五条大橋）                              | 国道1号                                   |                                           | 東↑ ∧五条通∨ ↓西 |
| 鴨川                                         | 鴨川                                      | 下京区                                    |                                           | 国道1号                                   |                                           | 東↑ ∧五条通∨ ↓西 |
| 府道32号下鴨京都停車場線 <河原町通>          | 府道32号下鴨京都停車場線 <河原町通>       | 河原町五条                                |                                           | 国道1号                                   |                                           | 東↑ ∧五条通∨ ↓西 |
| 国道367号 <烏丸通>                           | 国道24号 <烏丸通>                         | 烏丸五条                                  | 518.2                                     | 国道1号                                   |                                           | 東↑ ∧五条通∨ ↓西 |
| 府道38号京都広河原美山線 <堀川通> 上賀茂方面 | 国道1号 <堀川通> 大阪・京阪国道口方面     | 堀川五条                                  | 518.9                                     | 国道1号                                   |                                           | 東↑ ∧五条通∨ ↓西 |
| 府道38号京都広河原美山線 <堀川通> 上賀茂方面 | 国道1号 <堀川通> 大阪・京阪国道口方面     | 堀川五条                                  | 国道9号                                   | 0.7                                       |                                           | 東↑ ∧五条通∨ ↓西 |
| <大宮通>                                     | <大宮通>                                  | 五条大宮 〔大宮五条〕                     | 国道9号                                   | 1.0                                       |                                           | 東↑ ∧五条通∨ ↓西 |
| 市道181号京都環状線 <西大路通>               | 市道181号京都環状線 <西大路通>            | 右京区                                    | 国道9号                                   | 西大路五条                                | 2.5                                       | 東↑ ∧五条通∨ ↓西 |
| <西小路通>                                   | <西小路通>                                | 右京区                                    | 国道9号                                   | 五条西小路 〔中ノ橋五条〕                 |                                           | 東↑ ∧五条通∨ ↓西 |
| 阪急京都本線                                 | 阪急京都本線                              | 右京区                                    | 国道9号                                   | （西五条架道橋）                          |                                           | 東↑ ∧五条通∨ ↓西 |
| <葛野大路通>                                 | <葛野大路通>                              | 右京区                                    | 国道9号                                   | 葛野大路五条 〔光華女子学園前〕           |                                           | 東↑ ∧五条通∨ ↓西 |
| 天神川                                       | 天神川                                    | 右京区                                    | 国道9号                                   | （西五条橋）                              |                                           | 東↑ ∧五条通∨ ↓西 |
| 国道162号 <天神川通>                         | 市道184号宇多野吉祥院線 <天神川通>        | 右京区                                    | 国道9号                                   | 五条天神川 〔西京極運動公園前〕           | 4.0                                       | 東↑ ∧五条通∨ ↓西 |
| <葛野西通>                                   | <葛野西通>                                | 右京区                                    | 国道9号                                   | 葛野西通 〔西京極〕                       |                                           | 東↑ ∧五条通∨ ↓西 |
| 桂川                                         | 桂川                                      | 右京区                                    | 国道9号                                   | （西大橋）                                | 4.7                                       | 東↑ ∧五条通∨ ↓西 |
| 国道9号（桂バイパス） 福知山方面             |                                           |                                           |                                           |                                           |                                           | 東↑ ∧五条通∨ ↓西 |

## 交通量
2005年度（平成17年度道路交通センサスより）
平日24時間交通量（台）
- 京都市下京区大津町：64,436
- 京都市右京区西京極新明町：54,289

## 違法駐輪対策
五条通は国道1号9号の為、京阪清水五条駅・市営地下鉄烏丸線五条駅・JR丹波口駅周辺に違法駐輪された自転車については京都市条例に基づいて即時撤去が出来ず、道路管理者（国土交通省）による対策がなされてきた。が7日間程度放置された車両のみを撤去対象としていたため、対策が追いついていない実情があった。このため、違法駐輪する自転車の撤去を京都市に委託して2010年9月からは放置期間に関わらず対策を行なう（即時撤去）こととなった。なお、一連の対策については京都市内の他の地点（国道と近接して立地する駅の周辺）でも行なわれ、費用は国費でまかなわれる。そして同年9月2日には違法駐輪していた自転車が即時撤去された。

## 別名・延長
- 五条坂（東端の区間の別名）
- 東海道（東の、東山五条で五条通が分岐し、その延長）
- 山陰道（西の、桂川の西大橋の延長）